# 前进农场 (上海市)
前进农场是位于中國上海市崇明區的一個農場，其南至南橫引河，西至长江农场，北与江苏省启东市隔江相望。东西长9.25公里，南北宽近4公里。面积24.12平方公里。。

## 歷史
前进农场土地原是大新沙，1950年代起面積變大。1961年和1962年，當局分别围垦创建的兩個畜牧场。1963年10月，两个畜牧场合并成立上海市大新沙农场。1966年10月更名为上海市前进农场，1976年6月26日起劃歸上海市农场管理局管轄。1981年、1986年又进行二次扩围。1988年5月起对外称上海前进实业公司。後來對外名稱又改為上海农工商集团前进总公司。